# Tundrafläta
Tundrafläta (Hypnum plicatulum) är en bladmossart som beskrevs av Georg Friedrich von Jaeger 1880. Tundrafläta ingår i släktet flätmossor, och familjen Hypnaceae. Enligt den finländska rödlistan är arten sårbar i Finland. Arten har ej påträffats i Sverige. Artens livsmiljö är fjällklippor, block- och stenmarker. Inga underarter finns listade i Catalogue of Life.